# Бессант, Скотт
Скотт Ке́ннет Го́мер Бе́ссент / Бе́ссант (англ. Scott Kenneth Homer Bessent; род. 21 августа 1962, Конуэй, Южная Каролина, США) — американский управляющий хедж-фондом и государственный деятель. Министр финансов США с 28 января 2025 года.
Был партнёром в Soros Fund Management и основателем Key Square Group, глобальной макроинвестиционной компании.  Был экономическим советником президентской кампании Трампа 2024 года. 

## Биография

### Ранние годы и образование
Родился в августе 1962 года в Конвее, Южная Каролина, он был старшим из трёх детей Барбары (Маклеод) и Гомера Гастона Бессента-младшего, агента по недвижимости. Имеет французские гугенотские корни.
Получил степень бакалавра в области политологии в Йельском университете в 1984 году. Во время учёбы в колледже он был редактором The Yale Daily News, президентом Wolf’s Head Society и казначеем класса 1984 года. Был председателем Фонда выпускников Йельского университета 1984 года и помощником директора по спорту.

### Карьера
Бессент проходил стажировку у Джима Роджерса. После окончания университета он работал в Brown Brothers Harriman, Kynikos Associates и других компаниях. Бессент присоединился к Soros Fund Management (SFM) в 1991 году и был там партнёром на протяжении 1990-х годов, в конечном итоге став главой лондонского офиса. В 1992 году Бессент был ведущим членом команды, чья ставка на обвал британского фунта в Чёрную среду принесла фирме более 1 миллиарда долларов. Его ставка против японской иены в 2013 году принесла дополнительную прибыль.
После ухода из SFM в 2000 году Бессент основал хедж-фонд стоимостью 1 миллиард долларов. Фонд закрылся в 2005 году. Бессент сказал, что он понял, что не должен менять свой стиль или структуру фирмы из-за предпочтений инвесторов. Он также был старшим инвестиционным консультантом в фонде фондов Protégé Partners. Бессент вернулся в Soros Fund Management и был главным инвестиционным директором с 2011 по 2015 год. Он ушёл в 2015 году, чтобы основать новую фирму Key Square Group.
28 января 2025 года Бессент был приведён к присяге в качестве 79-го министра финансов судьёй Верховного суда Бреттом Кавано.

### Личная жизнь
Бессент проживает в Чарльстоне и принадлежит к гугенотской церкви, которую его предки помогли построить в 1680 году. Открытый гей. У Бессента и его мужа, бывшего прокурора Нью-Йорка Джона Фримена, двое детей. Является племянником бывшего конгрессмена Джона Дженретта.